# Canton de Saint-Étienne-de-Lugdarès
Le canton de Saint-Étienne-de-Lugdarès est une ancienne division administrative française située dans le département de l'Ardèche et la région Rhône-Alpes.

## Géographie
Par rapport au département de l'Ardèche, le canton se situait à sa périphérie ouest, en bordure de la Lozère et de la haute vallée de l'Allier. Le canton était organisé autour de Saint-Étienne-de-Lugdarès son chef-lieu, dans l'arrondissement de Largentière. Son altitude variait de 600 mètres sur le territoire de Laval-d'Aurelle à 1 511 mètres au Grand Tanargue, point culminant du massif éponyme, au sein de la localité de Borne. L'altitude moyenne s’élevait à 883 mètres.

## Histoire
Le nom remonte probablement au dieu gaulois Lug - Mercure pour les Romains.
C'est sur le territoire de la commune de Saint-Etienne-de-Lugdarès que se manifesta pour la première fois en juin 1764 une sorte de grand loup connu sous le nom de bête du Gévaudan et qui tua sa première victime dans la localité dite des Hubacs (ou Ubac).

## Représentation

### Conseillers généraux de 1833 à 2015
| Période          | Période                  | Identité                                  | Étiquette     | Qualité |
| ---------------- | ------------------------ | ----------------------------------------- | ------------- | --- |
| 1833             | 1856                     | Annet Palhon                              |               | Notaire et juge de paix à Saint-Étienne-de-Lugdarès                                                           |
| 1856             | 1872 (décès)             | Pierre-Henri Mathieu                      |               | Président du Tribunal civil de Largentière                                                                    |
| 1872             | 1883                     | Louis-Pierre Palhon (fils d'Annet Palhon) |               | Notaire Maire de Saint-Étienne-de-Lugdarès                                                                    |
| 1884             | 1924 (décès)             | Auguste Palhon                            | Droite        | Notaire Maire de Saint-Étienne-de-Lugdarès                                                                    |
| 1924             | 1940                     | Robert Bardin                             | URD           | Médecin Maire de Saint-Laurent-les-Bains Nommé conseiller départemental en 1942                               |
|                  |                          |                                           |               | |
| 1945             | 1955                     | Henri Blanchon                            | DVD puis PPUS | Transporteur à Saint-Étienne-de-Lugdarès                                                                      |
| 1955             | octobre 1980 (démission) | Pierre Jourdan                            | RI puis UDF   | Propriétaire Sénateur (1971-1980) Maire de Saint-Étienne-de-Lugdarès (1959-1980)                              |
| 30 novembre 1980 | 15 mars 1998             | Marc Champel                              | RPR           | Professeur de gestion Maire de Saint-Étienne-de-Lugdarès (1983-2020)                                          |
| 15 mars 1998     | 29 mars 2004             | Jérôme Gros                               | DVD puis DVG  | Fonctionnaire territorial Maire de Lavillatte (1995-2014)                                                     |
| 2004             | 2011                     | Marc Champel                              | UMP           | Maire de Saint-Étienne-de-Lugdarès Président de la Communauté de Communes "Cévennes et Montagnes Ardéchoises" |
| 2011             | 2015                     | Jérôme Gros                               | DVG           | Fonctionnaire territorial Maire de Lavillatte (1995-2014)                                                     |

Sources:

### Conseillers d'arrondissement (de 1833 à 1940)
| Période                                  | Période | Identité                                 | Étiquette | Qualité |
| ---------------------------------------- | ------- | ---------------------------------------- | --------- | --- |
| 1833                                     | 1842    | Antoine Victor Combe (1772-1844)         |           | Propriétaire rentier, maire de Laveyrune                                                                    |
| 1842                                     | 1848    | Joseph Pierre Casimir Bardin (1808-1881) |           | Aubergiste à Saint-Laurent-les-Bains puis à Saint-Étienne-de-Lugdarès                                       |
|                                          |         |                                          |           | |
| 1904                                     | 1928    | M. Teyssier                              | Libéral   | |
| 1928                                     | 1940    | Baptiste Clavel                          | Droite    | Maire de Saint-Étienne-de-Lugdarès                                                                          |
| 1940                                     |         |                                          |           | Les conseils d'arrondissement ont été suspendus par la loi du 12 octobre 1940 et n'ont jamais été réactivés |
| Les données manquantes sont à compléter. |         |                                          |           | |

## Composition
Le canton de Saint-Étienne-de-Lugdarès regroupait huit communes. 

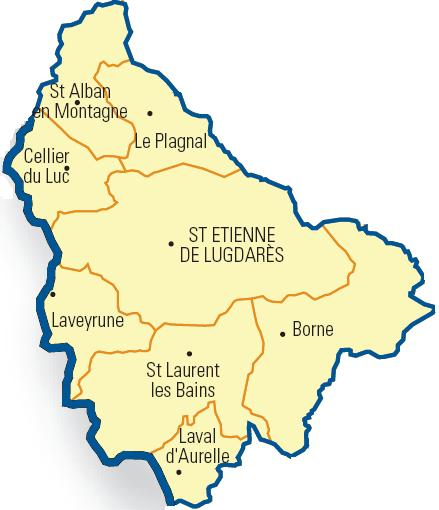
Carte du canton.

| Nom                                   | Code Insee | Intercommunalité            | Superficie (km2) | Population (dernière pop. légale) | Densité (hab./km2) |
| ------------------------------------- | ---------- | --------------------------- | ---------------- | --------------------------------- | ------------------ |
| Saint-Étienne-de-Lugdarès (chef-lieu) | 07232      | CC Montagne d'Ardèche       | 50,34            | 406 (2014)                        | 8,1                |
| Borne                                 | 07038      | CC Montagne d'Ardèche       | 32,01            | 46 (2014)                         | 1,4                |
| Cellier-du-Luc                        | 07047      | CC Montagne d'Ardèche       | 14,73            | 77 (2014)                         | 5,2                |
| Laval-d'Aurelle                       | 07135      | CC de la Montagne d'Ardèche | 8,72             | 49 (2014)                         | 5,6                |
| Laveyrune                             | 07136      | CC Montagne d'Ardèche       | 13,44            | 119 (2014)                        | 8,9                |
| Le Plagnal                            | 07175      | CC Montagne d'Ardèche       | 16,07            | 60 (2014)                         | 3,7                |
| Saint-Alban-en-Montagne               | 07206      | CC Montagne d'Ardèche       | 13,94            | 84 (2014)                         | 6                  |
| Saint-Laurent-les-Bains               | 07262      | CC de la Montagne d'Ardèche | 26,76            | 135 (2014)                        | 5                  |

## Démographie
| 1962  | 1968  | 1975  | 1982  | 1990  | 1999  | 2006  | 2011  | 2012 |
| ----- | ----- | ----- | ----- | ----- | ----- | ----- | ----- | ---- |
| 1 736 | 1 429 | 1 189 | 1 010 | 1 032 | 1 079 | 1 084 | 1 022 | 974  |

Le canton de Saint-Etienne de Lugdarès affichait la densité cantonale (5,8 hab/km2) la plus faible du département de l'Ardèche, et figure également parmi les plus basses densités cantonales de France métropolitaine.